# Raising
Raising betekent "verhoging" in het Engels en wordt gebruikt als term in de taalkunde. Het gaat om een zin waarin een zinsdeel syntactisch gezien deel uitmaakt van de hoofdzin, terwijl het semantisch gezien een deel is van de inhoud van een ondergeschikte deelzin/bijzin. Het onderhavige zinsdeel wordt als het ware "verhoogd" van een lager (ondergeschikt) deel van de zin naar een hoger deel (hoofdzin).

## Voorbeeld
- 1. Het schijnt, dat Alexander de Grote een minnaar had. (zonder raising)
- 2. Alexander de Grote schijnt een minnaar gehad te hebben. (met raising)

Semantisch gezien wordt er de mededeling gedaan dat sommigen menen dat Alexander een minnaar had. De deelzin "dat Alexander de Grote een minnaar had" is als geheel duidelijk de inhoud van de mededeling "het schijnt". In de tweede zin wordt "Alexander" naar voren gehaald ("ge-raised") en uit de inhoud van de mededeling geplukt: nu lijkt het alsof "Alexander schijnt" een geheel is, waarvan "een minnaar gehad te hebben" als tweede eenheid afhankelijk is. Dat komt minder precies overeen met de semantische structuur die wij er intuïtief in zien, namelijk dat "Alexander" niet in de hoofdzin zou moeten staan maar in de ondergeschikte mededeling.
Men zou dit kunnen beschouwen als een metonymie/betekenisverschuiving van het werkwoord "schijnen". In een meer eenvoudige zin met het werkwoord "schijnen" betekent dit werkwoord alleen "de opvatting bestaat dat" wanneer het onpersoonlijk gebruikt is - met "het" als onderwerp. Met een "echt" onderwerp betekent "schijnen" in een meer eenvoudige zin zoiets als "in de ogen van iemand anders gelijk zijn aan X": "Bij onze eerste ontmoeting scheen Alexander de Grote mij nogal klein". Iets of iemand schijnt iets te zijn aan iemand anders, met als enige bijbehorende zinsdelen een onderwerp en een naamwoordelijk deel van het gezegde. Als je een infinitief-constructie aan het werkwoord "schijnen" plakt, gebruik je het werkwoord op een nieuwe manier, dat wil zeggen: krijgt het een ander predicaatframe en dus een andere betekenis.